# Zygaena filipendulae
Espèce
Zygaena filipendulae, la Zygène de la filipendule , Zygène de la spirée, Zygène du pied-de-poule, Zygène des lotiers ou Sphinx bélier est une espèce de lépidoptères (papillons) de la famille des Zygaenidae et de la sous-famille des Zygaeninae.

## Description
Les ailes antérieures sont noires avec des reflets bleus ou verts. Elles comportent 6 points rouges (parfois jaunes), ce qui lui a valu son nom anglais Six-spot Burnet. Les deux points distaux peuvent fusionner en un seul, d'où le risque de confusion avec la zygène du chèvrefeuille (Zygaena lonicerae, Five-spot Burnet en anglais). Les ailes postérieures sont rouges avec une marge noire. Son envergure est de 2,8 à 3,8 cm. 
Les antennes sont terminées en massue comme c'est le cas pour toutes les zygènes.

## Habitat et comportement
La zygène de la filipendule est abondante dans les lieux riches en poacées (graminées) et fleuris, jusqu'à 2 000 m d'altitude. Elle affectionne notamment les fleurs de la knautie des champs (Knautia arvensis). La chenille se retrouve sur les feuilles de trèfles et autres fabacées, notamment le lotier corniculé (Lotus corniculatus). Elle hiberne sous forme de larve, qui se métamorphose ensuite dans un cocon attaché le long d'une tige de graminée. Les adultes volent de fin mai à septembre, selon les régions.

## Toxicité
C'est un papillon aposématique, car il se signale par ses couleurs comme toxique aux prédateurs comme les oiseaux et les lézards. En cas d'attaque, il émet un liquide contenant du cyanure.

## Répartition
Cette espèce vit dans toute l'Europe, sauf la façade atlantique de la péninsule Ibérique, le nord de la Scandinavie et le Grand Nord russe. Elle se rencontre également en Asie mineure, en passant par le Caucase, jusqu'en Syrie et au Liban.

## Taxonomie
Le genre Zygaena est subdivisé en 3 sous-genres ; l'espèce ici traitée appartient au sous-genre nominal.

### Formes
- Z. f. altapyrenaica
- Z. f. arctica
- Z. f. balcanirosea
- Z. f. campaniae
- Z. f. duponcheli
- Z. f. filipendulae
- Z. f. gemella
- Z. f. gemina
- Z. f. gigantea
- Z. f. himmighofeni
- Z. f. liguris
- Z. f. maior
- Z. f. mannii
- Z. f. noacki
- Z. f. oberthueriana
- Z. f. polygalae
- Z. f. praeochsenheimeri
- Z. f. pulcherrima
- Z. f. pulcherrimastoechadis
- Z. f. pyrenes
- Z. f. seeboldi
- Z. f. siciliensis
- Z. f. stephensi
- Z. f. stoechadis
- Z. f. zarana

## Galerie

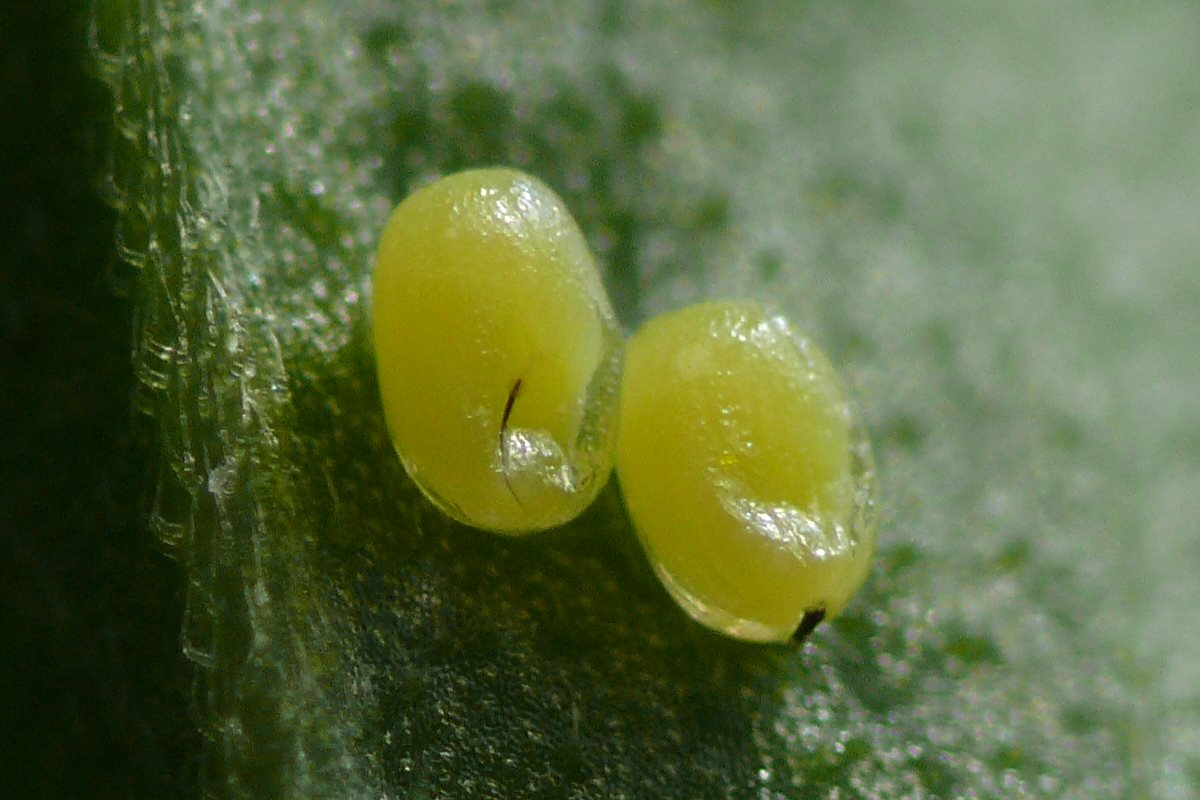
Œufs.
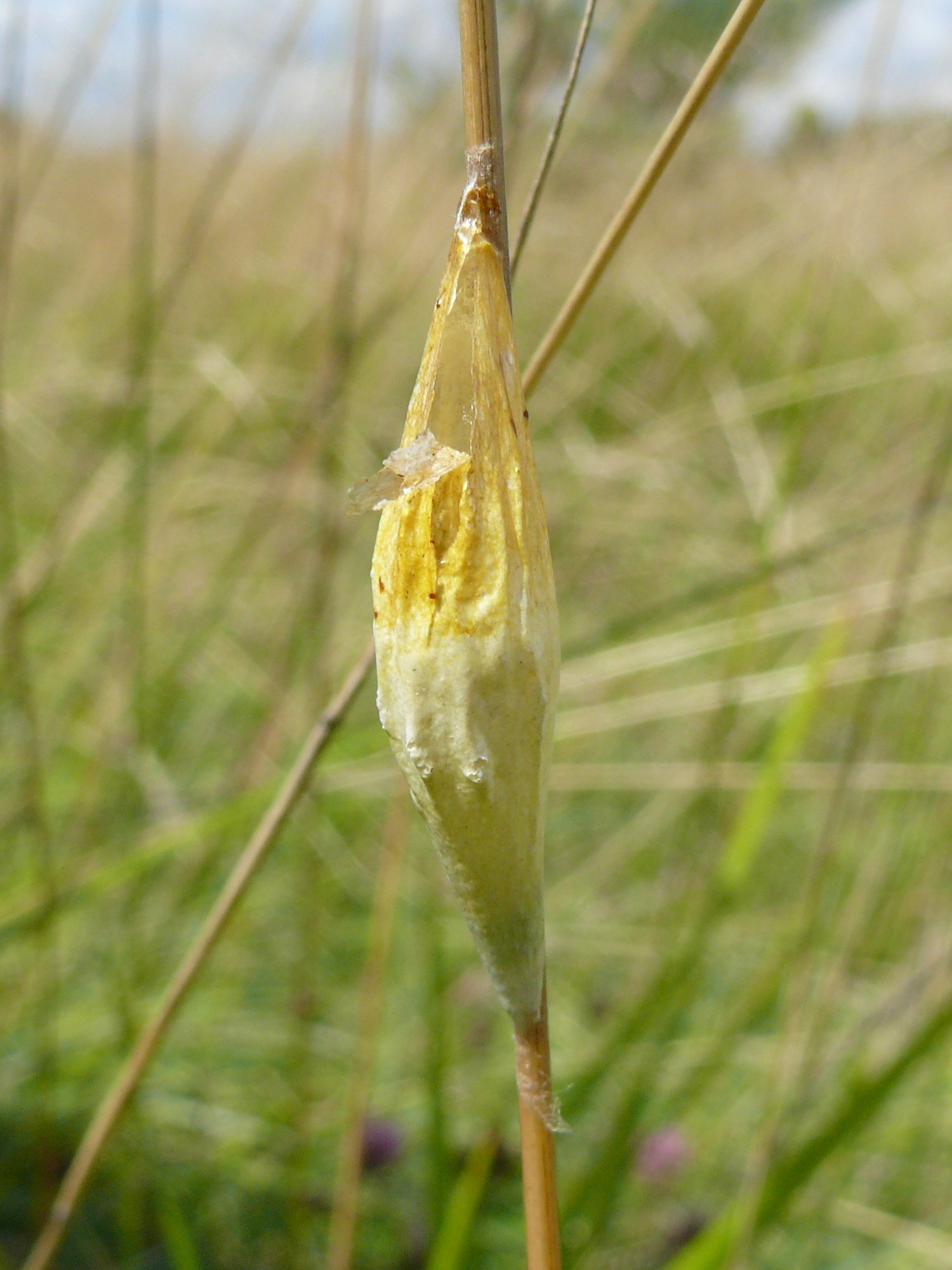
Cocon.
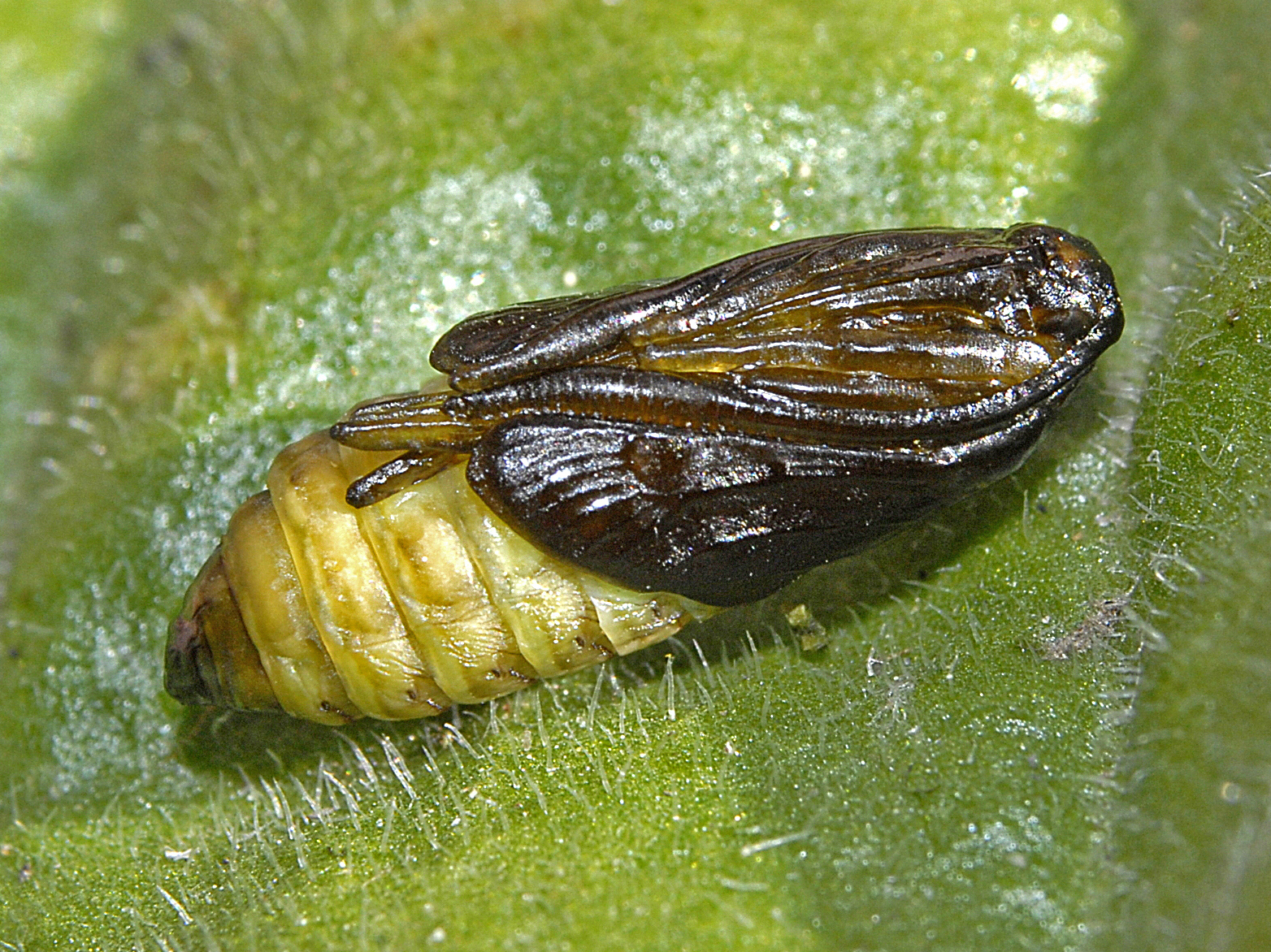
Pupe.
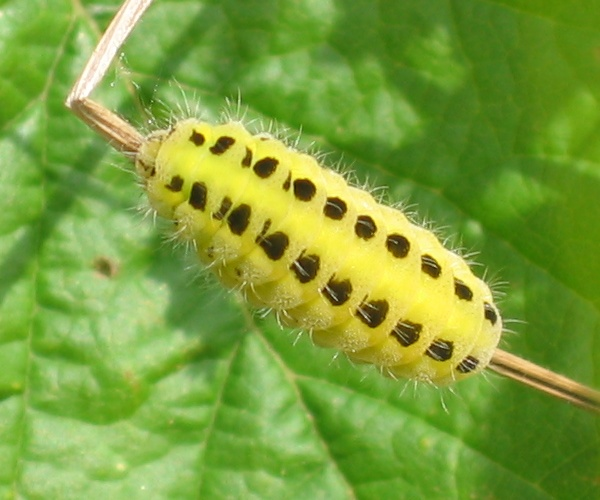
Chenille.
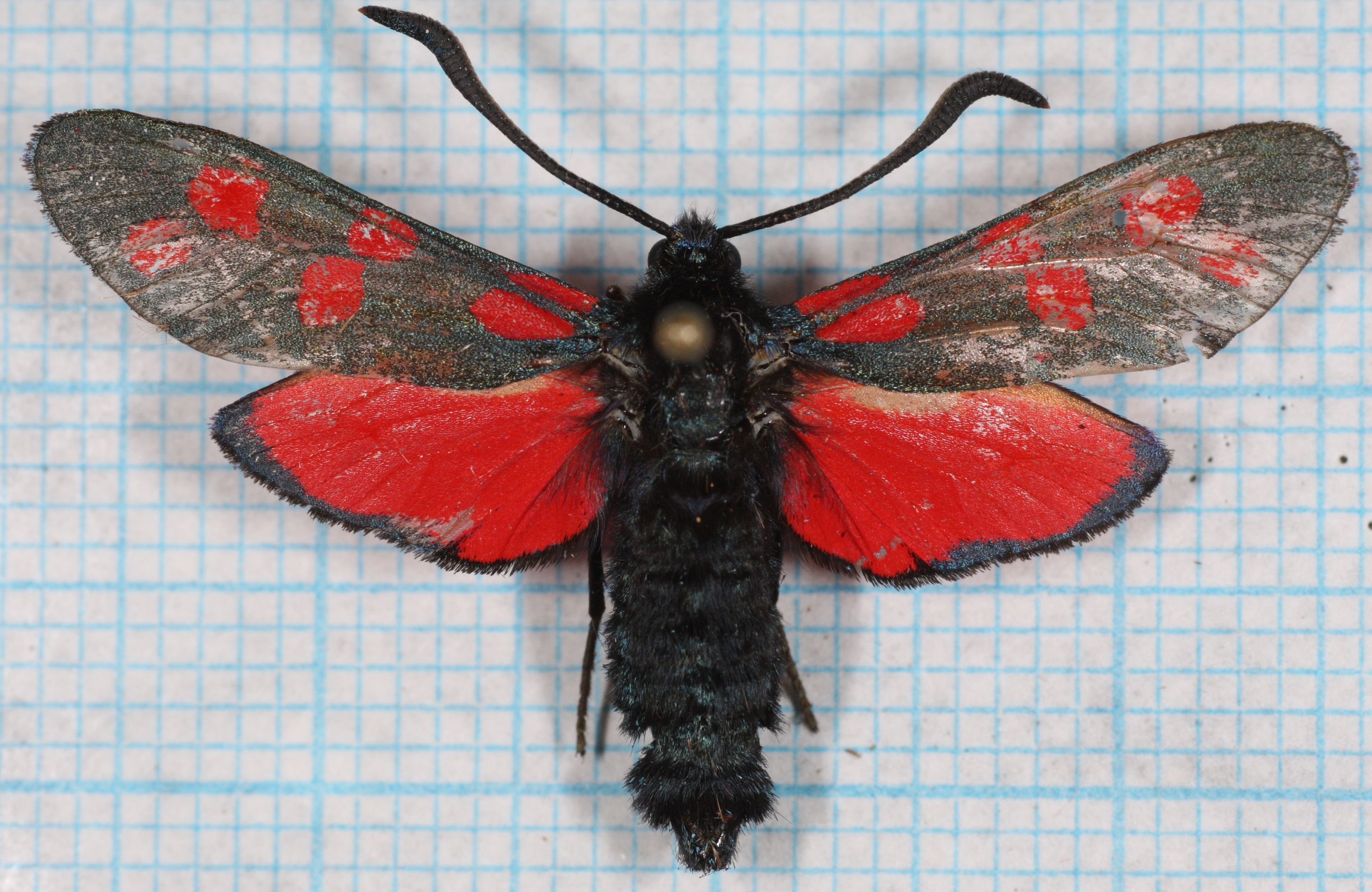
Imago.
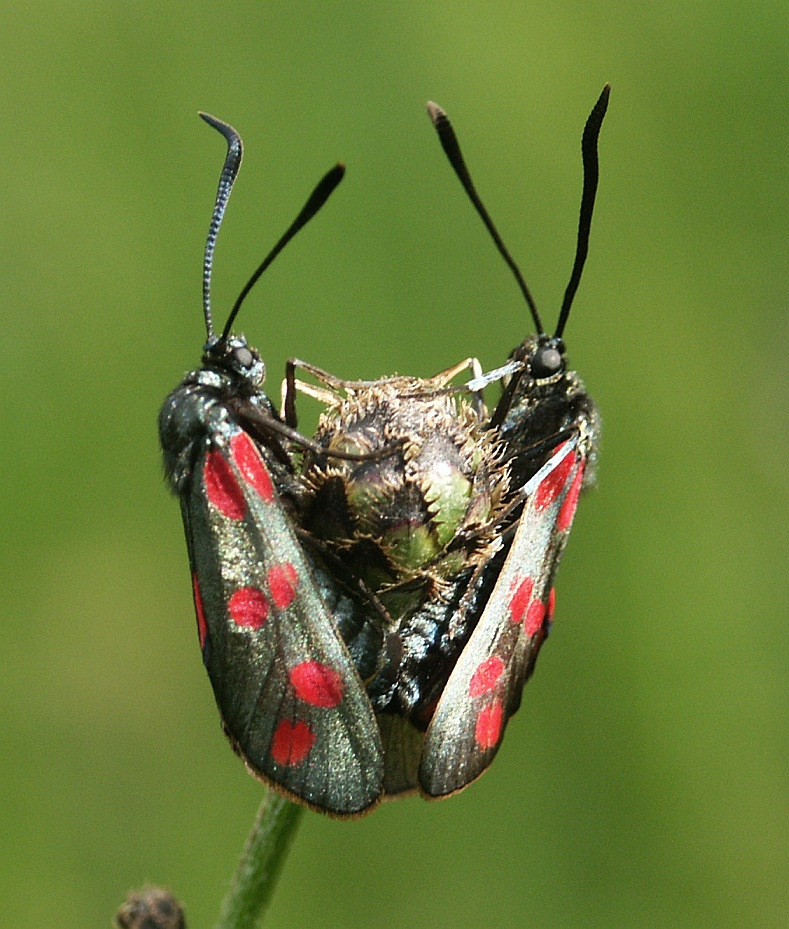
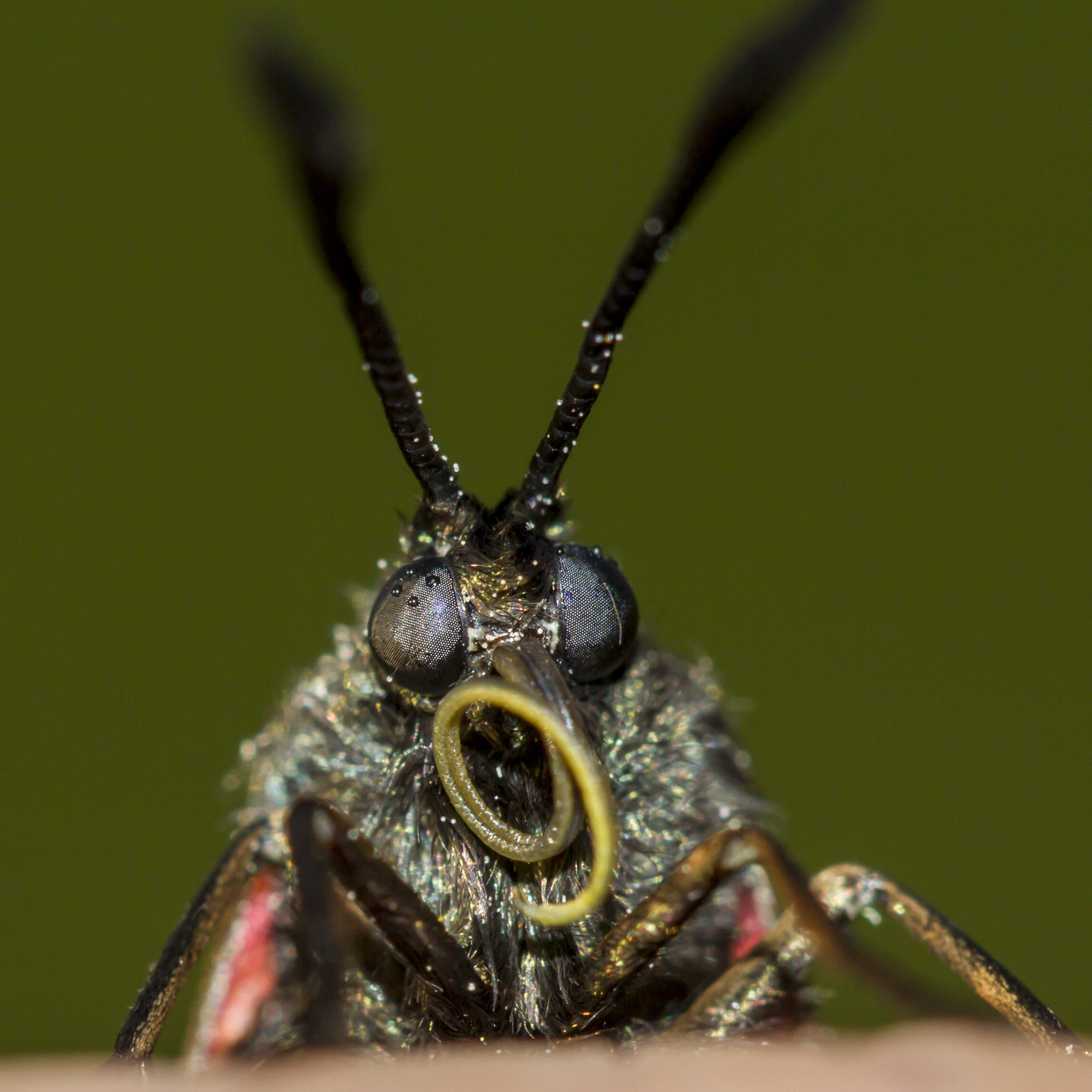
Tête.
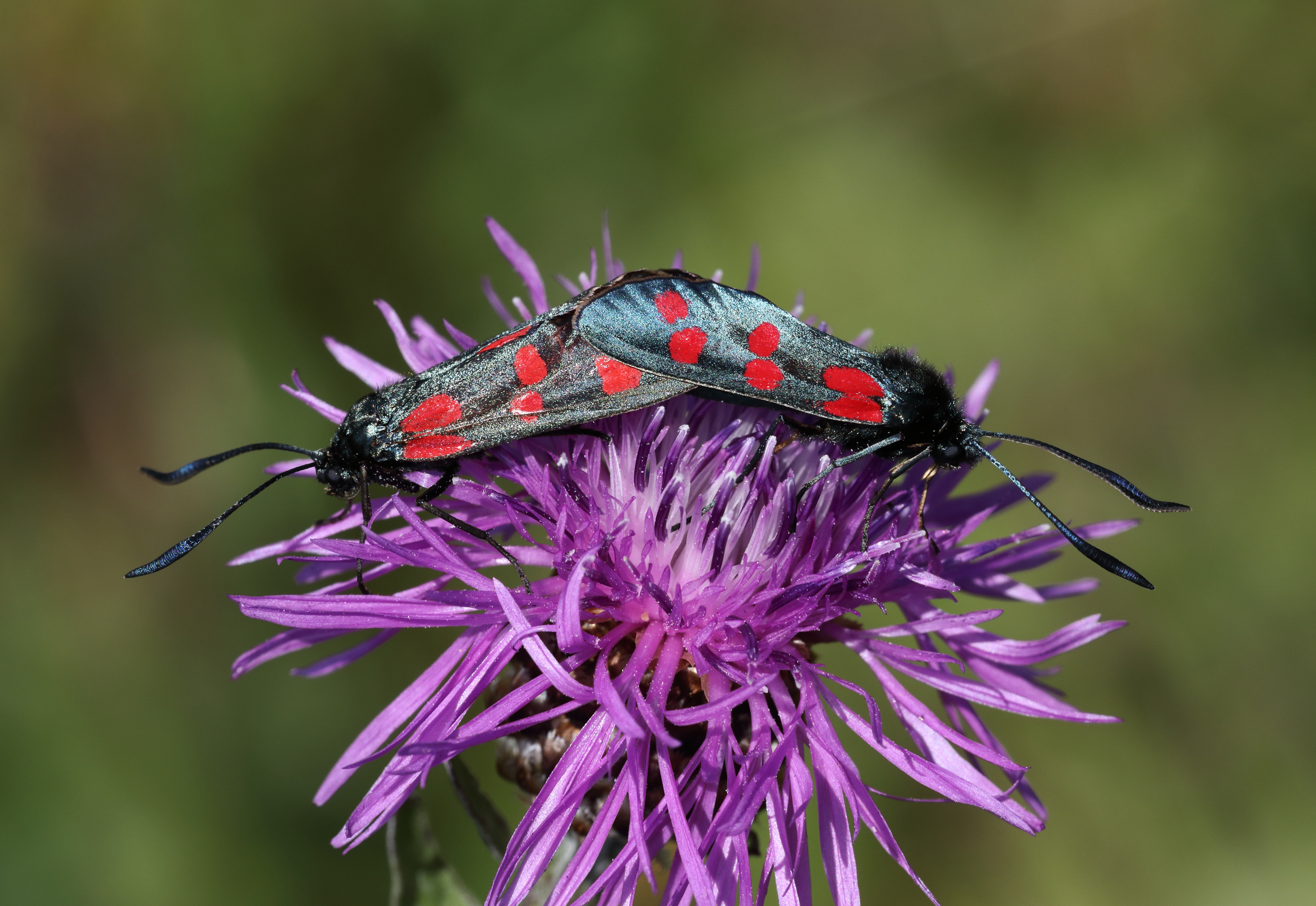
Accouplement.